# AKB 1/48 愛上偶像 in 關島
《AKB 1/48 愛上偶像 in 關島》是由南夢宮萬代於2011年10月6日發行在PlayStation Portable平台的戀愛模擬遊戲。

## 概要
本遊戲是《AKB 1/48 愛上偶像》的續作。遊戲設定是「人氣偶像團體『AKB48』的成員全部愛上玩家」。在48位成員的誘惑和愛的告白中，拒絕47位成員的告白，最後和自己最喜歡的成員－即「本命」成員－達成最終結局為遊戲目標。和前作不同的是，本作遊戲內的告白影片皆在關島進行拍攝。

### 音樂播放
能変更卬需要的BGM。
- RIVER
- 大聲鑽石
- 10年櫻
- 驚喜之淚！
- Maybe是藉口
- 櫻花印記
- 馬尾與髮圈
- 無限重播
- Beginner
- 機會的順序
- 變成櫻花樹
- Everyday、髮箍
- 飛翔入手
- 不能擁抱你

## 角色
遊戲中出場的是2011年6月底前的AKB48正式成員。如以下所列（按遊戲內的排序）。（Team 4於特別版以UMD video出現,但通常版除外）
| Team A     | Team K     | Team B     |
| ---------- | ---------- | ---------- |
| 岩佐美咲   | 秋元才加   | 石田晴香   |
| 多田愛佳   | 板野友美   | 河西智美   |
| 大家志津香 | 內田真由美 | 柏木由紀   |
| 片山陽加   | 梅田彩佳   | 北原里英   |
| 倉持明日香 | 大島優子   | 小林香菜   |
| 小嶋陽菜   | 菊地あやか | 小森美果   |
| 指原莉乃   | 田名部生来 | 佐藤亞美菜 |
| 篠田麻里子 | 中塚智實   | 佐藤すみれ |
| 高城亞樹   | 仁藤萌乃   | 佐藤夏希   |
| 高橋みなみ | 野中美鄉   | 鈴木紫帆里 |
| 仲川遙香   | 藤江れいな | 鈴木まりや |
| 中田ちさと | 松井咲子   | 近野莉菜   |
| 仲谷明香   | 峯岸みなみ | 平嶋夏海   |
| 前田敦子   | 宮澤佐江   | 增田有華   |
| 前田亞美   | 橫山由依   | 宮崎美穗   |
| 松原夏海   | 米澤瑠美   | 渡邊麻友   |

## 遊戲方式
與前作大致相同，加入多可能性結局。但全甩掉成員時，會播變成櫻花樹一曲不會播不能擁抱你一曲，並加入安可（連按LR制達兩分鐘，神KISS後也能生效）及神KISS之特別元素令遊戲更多變化。

## 外部連結
- （日語） 遊戲官方網站（页面存档备份，存于）
- 宣傳影片（页面存档备份，存于） - YouTube